# Andrzej Wojtczak
Andrzej Stanisław Wojtczak (ur. 30 czerwca 1957 w Toruniu) – polski chemik, profesor krystalochemii. Syn Zbigniewa Wojtczaka.

## Życiorys
Ukończył IV Liceum Ogólnokształcące im. Tadeusza Kościuszki w Toruniu w roku 1976. Następnie podjął studia chemiczne na Uniwersytecie Mikołaja Kopernika w Toruniu, które ukończył w 1980. Siedem lat później uzyskał stopień doktora za pracę pt. Badania strukturalne związków kompleksowych histaminy z metodami przejściowymi. Pracę habilitacyjną obronił w 2003 roku.
Jest członkiem PTCh oraz Polskiej Akademii Nauk. Do 2012 roku piastował funkcję prodziekana ds. nauki Wydziału Chemii UMK. W tym samym roku uzyskał tytuł profesora. Jest kierownikiem Katedry Chemii Biomedycznej i Polimerów.

## Prace badawcze
- Wiązanie hormonów tarczycy i ich analogów w białku serum krwi – transtyretynie

## Wybrane publikacje
- X-ray structure and multinuclear NMR studies of platinum(ll) and palladium(ll) complexes with 5,7-ditertbutyl-1,2,4-triazolo[1,5-a]pyrimidine, Polyhedron, 26 (2007), 5349-5354
- Platinum(IV) complexes with purine analogs. Molecular structure and their antiproliferative activity in vitro, Polyhedron, 27 (2008) 2765-2770
- C2-Symmetrical Bis(camphorsulfonamides) as chiral ligands for enantioselective addition of diethylzinc to benzaldehyde, Journal of Molecular Catalysis A: Chemical 286, 2008, 106-113
- Imines derived from (1S,2R)-norephedrine as catalysts in the enantioselective addition of diethylzinc to aldehydes, Applied Catalysis A: General, 2009, 357, s. 150–158
- Solid state NMR spectroscopy as a precise tool for assigning the tautomeric form and proton position in the intra-molecular bridges of ortho-hydroxy Schiff bases, Journal ofPhysical Chemistry A, 2010, 114, s. 12522–12530